# Guo Wenjing
Guo Wenjing (郭文景S, Guo WénjǐngP; Chongqing, 1º febbraio 1956) è un compositore cinese.

## Biografia
Guo Wenjing imparò a suonare il violino da autodidatta in età infantile; all'epoca della rivoluzione culturale si dedicò alla musica tradizionale della sua provincia natale, il Sichuan. Dal 1970 al 1977 suonò violino e percussioni in un gruppo di musica e danza della città natale, Chongqing. Nel 1978 fu uno dei cento studenti ammessi (su 17.000 candidati) al Conservatorio Centrale di Pechino. A differenza di altri suoi illustri compagni di studio al Conservatorio (come per esempio Tan Dun, Chen Yi e Zhou Long) Guo Wenjing è rimasto in Cina, se si eccettua un breve periodo di studio a New York grazie a una borsa dell'Asian Cultural Council. Nel 1990 divenne professore di Composizione al Conservatorio Centrale di Pechino e nel 1998 divenne direttore del Dipartimento "Composizione". Come compositore è molto popolare nel suo paese, dove è compreso fra i cento maggiori artisti cinesi viventi; ma dai primi anni '80 è diventato noto anche a livello internazionale.

## Composizioni (selezione)

### Opere liriche
- Il ragazzo del risciò (骆驼祥子, Luotuo Xiangzi, letteralmente: Fortunato il Cammello), opera in due atti su libretto di Xu Ying, tratta dall'omonimo romanzo di Lao She, commissionata dal National Centre for the Performing Arts (NCPA) di Pechino eseguita in prima mondiale a Pechino il 25 giugno 2014 nell'ambito del 2014 NCPA World Opera Forum[4]; eseguita in Italia in numerosi teatri nella stagione 2015-2016[5] e trasmessa da Rai 5 il 16 giugno 2016[6]

### Opere da camera
- Wolf Cub Village (郭文景), su libretto di Zeng Li, tratta dal Diario di un pazzo di Lu Xun, rappresentata per la prima volta all'Holland Festival (1994)[7]
- Night Banquet (夜宴), ispirata ad un quadro riguardante Han Xizai, ufficiale di corte della dinastia Song (X secolo), eseguita per la prima volta all'Almeida Theatre di Londra (1998); seconda versione presentata per la prima volta al Festival d'Automne di Parigi nel 2001 con il titolo Ye Yan / The Night of the Banquet (2001)[3]
- Feng Yi Ting[8], scritta per un tenore dell'opera di Pechino e una voce di soprano dell'opera di Sichuan, eseguita per la prima volta al Concertgebouw di Amsterdam (2004)[3]
- Poet Li Bai (诗人李白), su libretto di Diana Liao (廖端丽) e Xu Ying (徐瑛), ispirata a Li Bai, il poeta più famoso all'epoca della Dinastia Tang; rappresentata per la prima volta il 7 luglio 2007 al Central City Opera di Denver (Colorado)[9]. La prima europea ha avuto luogo a Roma, nel maggio del 2008, al Parco della Musica[10]

### Musica per orchestra
- Concerti per violino, violoncello e arpa
- Journeys, per soprano e orchestra,  eseguito in prima assoluta nell'ottobre 2004 dall'Orchestra Filarmonica di Hong Kong Hong, diretta da Edo de Waart (il testo per Journeys è tratto dalla poesia epica del poeta cinese contemporaneo Xi Chuan)
- Concerto per ehru  (violino cinese a due corde), commissione congiunta dell'Orchestra Sinfonica di Singapore e di “Musica Viva” della Radio Bavarese (la prima mondiale è avvenuta a Singapore nel gennaio 2007)
- Concerto per Zheng, eseguito in prima assoluta a Torino nel settembre 2011 durante il festival MiTo Settembre Musica, committente del brano
- Shèxì, Concerto per violino e orchestra, eseguito in prima assoluta nel corso del concorso internazionale "Tibor Varga" di Sion (agosto 2013)

### Musica da camera
- Suspended Ancient Coffins on the Cliffs on Sichuan, per due pianoforti solisti e un ensemble di strumenti a percussione, prima esecuzione a Berkeley (1883)
- She Huo (1991) per undici esecutori
- Late Spring (1995) per ensemble cinese
- Inscriptions on Bone (1996) per contralto e 15 strumenti
- Sound from Tibet (2001) per strumenti sia cinesi che occidentali
- Drama (1995), un trio per tre percussionisti cui viene chiesto agli interpreti di utilizzare anche la voce
- Parade (2004), seguito di Drama, sempre per tre percussionisti

### Colonne sonore
- Mille miglia... lontano, regia di Yimou Zhang (2005)
- De oogst van de stilte, regia di Eline Flipse (1995)
- Blush (红粉, Hong fen), regia di Shaohong Li (1995)
- Giorni di sole cocente (陽光燦爛的日子T, 阳光灿烂的日子S, Yángguāng cànlàn de rìziP), regia di Wen Jiang (1994)